# Kyrá
Kyrá är en ort i Cypern.   Den ligger i distriktet Eparchía Lefkosías, i den centrala delen av landet, 28 km väster om huvudstaden Nicosia. Kyrá ligger 76 meter över havet och antalet invånare är 386. Den ligger på ön Cypern.
Terrängen runt Kyrá är huvudsakligen platt, men norrut är den kuperad.Trakten runt Kyrá är ganska tätbefolkad, med 108 invånare per kvadratkilometer. Närmaste större samhälle är Mórfou, 6,1 km väster om Kyrá. Trakten runt Kyrá är i huvudsak ett öppet busklandskap.